# Självseglande fartyg

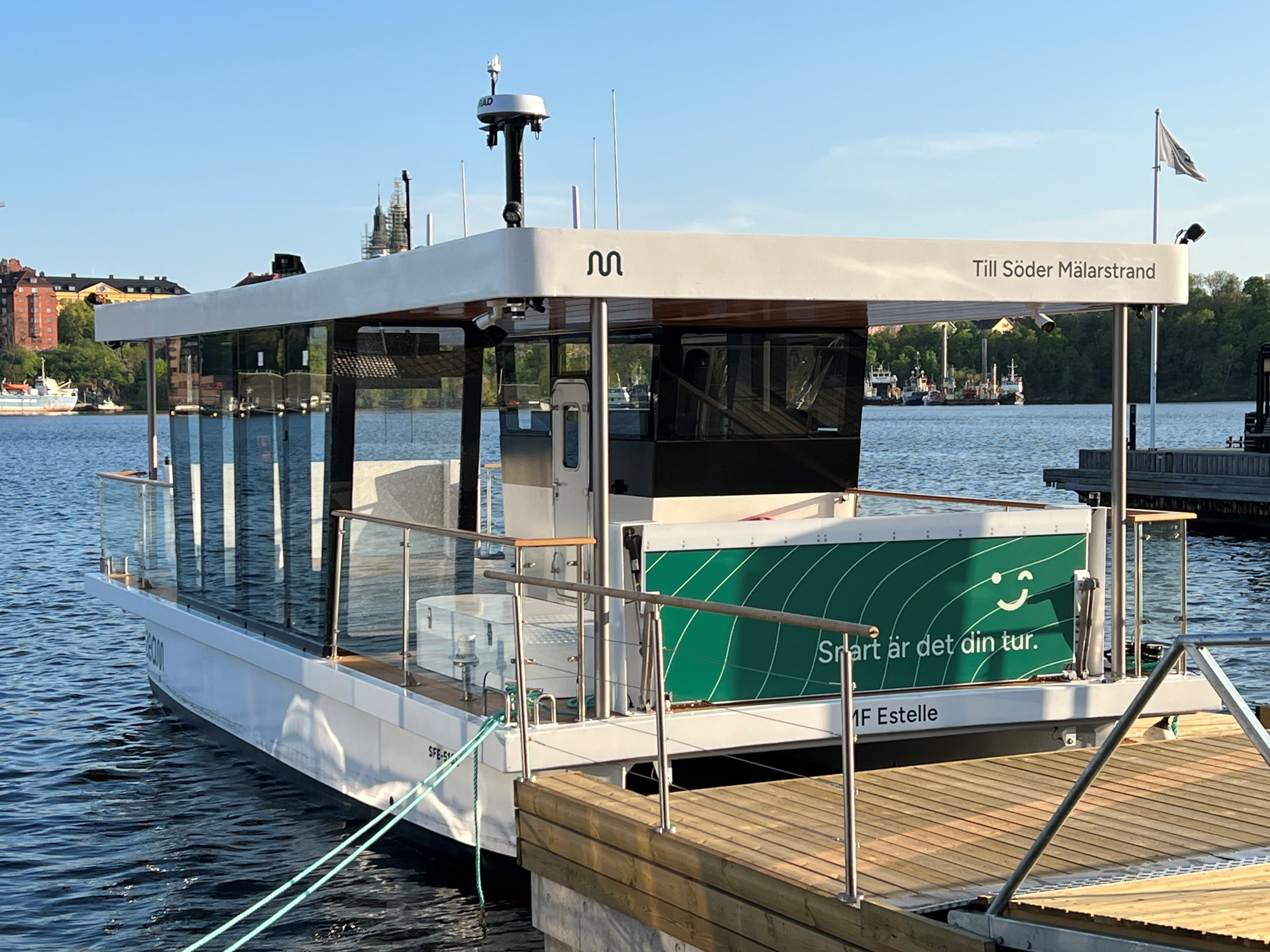
Passagerarfärjan MF Estelle i Stockholm

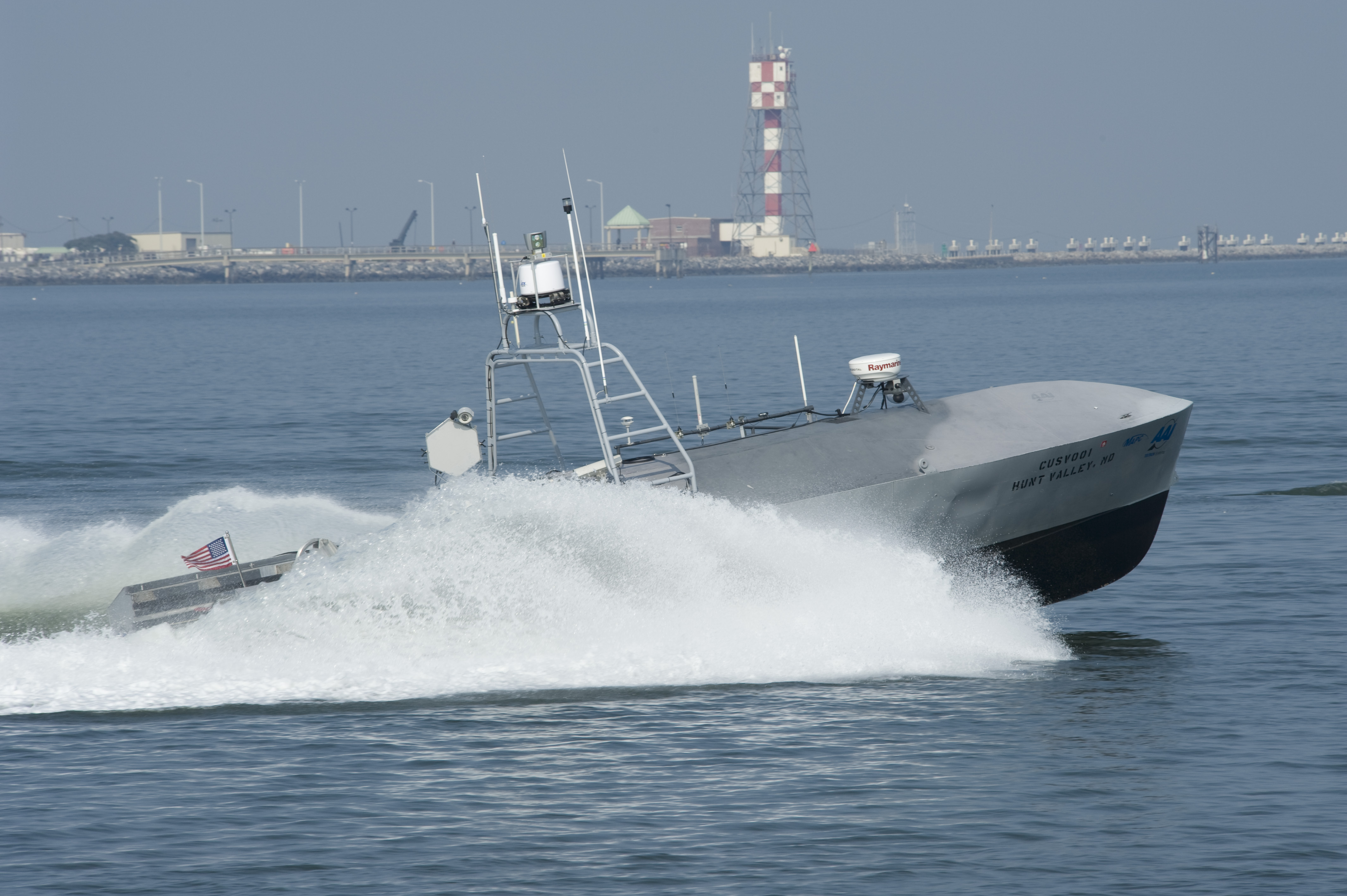
En självseglande amerikansk experimentpatrullbåt, 2011

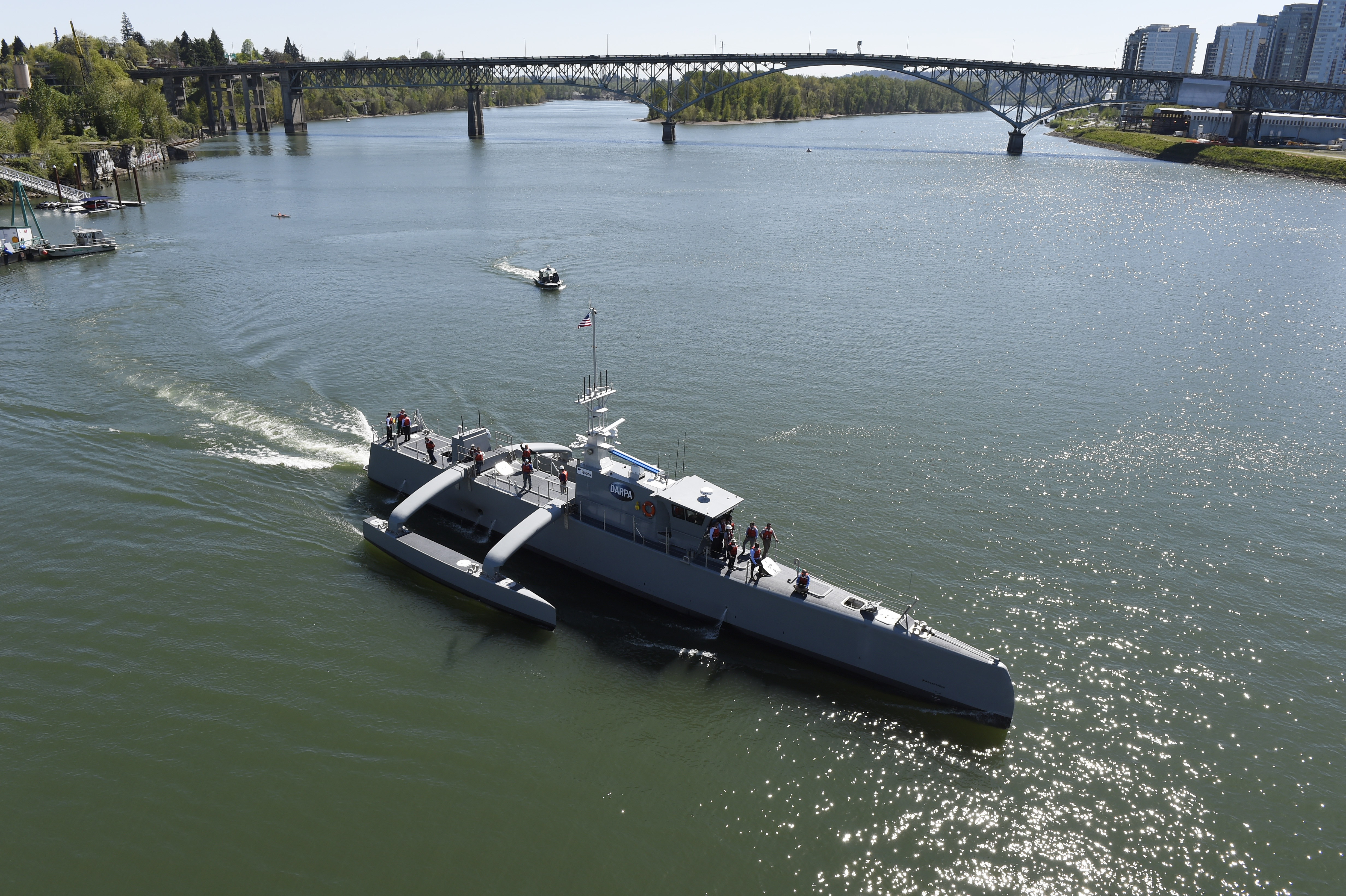
DARPA:s obemannade trimaran Sea Hunter, 2016

Självseglande fartyg, eller självseglande ytfartyg, är friseglande fartyg som framförs utan besättning och i stället kontrolleras av datorer med sensorer, ibland med inslag av fjärrstyrning. 

## Exempel
- MF Estelle, norskbyggd passagerafärja i Stockholm
- Yara Birkeland, norskt containerfartyg (2022 och tills vidare fjärrstyrt)
- Havsdrönare, som till exempel attackfartyg med sprängmedel, som Ukraina använt mot ryska örlogsfartyg i Svarta havet sedan 2023
- Anti-Submarine Warfare Continuous Trail Unmanned Vessel
- Sea Hunter, amerikanskt 40 meter långt ubåtsjaktfartyg[1]

## Användning i krig
Den 29 oktober 2022, under Rysslands invasion av Ukraina 2022, genomförde den ukrainska militären en attack med självseglande båtar mot ryska Svartahavsflottans fartyg vid marinbasen i Sevastopol. Enligt Rysslands försvarsministerium var sju sådana inblandade i angreppet med stöd av åtta drönare i luften. Detta anses vara det första användandet av självseglande fartyg i marin krigföring.